# PUBG MOBILE
PUBG Mobile је једна од најпопуларнијих battle royale игрица за мобилни телефон која је развијена и објављена од стране компаније Блухол. ПУБГ сада развија PUBG Corp, подружницу компаније Блухол у сарадњи са Бренданом Грином као креативним директором, ПУБГ је Гринова прва самостална игра. Игру је објавио Тенцент 20. марта 2019.